# Li Tieguai

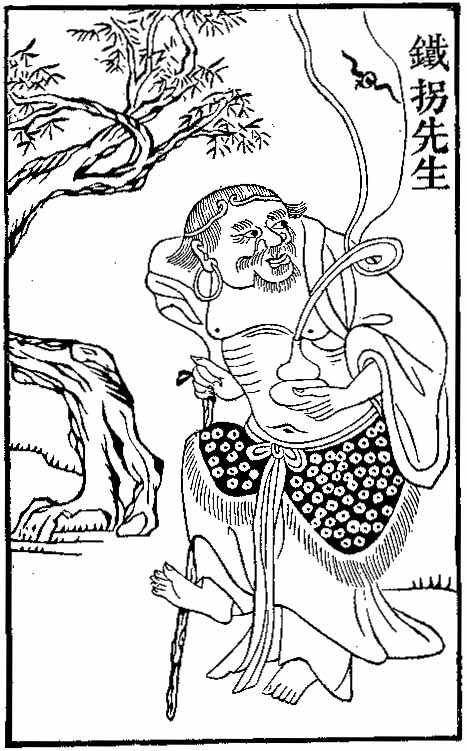
"Li stampella di ferro" degli Otto Immortali.

Li Tieguai è uno dei più popolari fra gli Otto Immortali. È descritto come irascibile e irritabile, ma anche generoso con i poveri, i malati e i bisognosi, le cui sofferenze vengono alleviate da una speciale medicina estratta dalla sua zucca. Simboleggia la medicina e la sua immagine veniva usata come emblema delle farmacie cinesi.
La leggenda narra che, prima di diventare Immortale, Li Tieguai fosse un uomo molto attraente. Fu convocato da Laozi nei monti della Longevità  per incontrare gli altri Immortali. Prima di partire, disse al suo discepolo, Li Ching, di aspettare per sette giorni il suo ritorno. Se non fosse tornato entro questo periodo di tempo, Li Ching avrebbe dovuto bruciare il suo corpo, perché significava che Li Tieguai sarebbe diventato un Immortale; dopo sei giorni e mezzo, l'allievo fu costretto a tornare a casa per visitare la madre malata che era ormai in punto di morte e bruciò il corpo del maestro in anticipo. Quando lo spirito di Li Tieguai tornò, vide che il suo corpo era stato bruciato e partì allora alla ricerca di un altro corpo in cui alloggiare. In un bosco, trovò soltanto il cadavere un mendicante zoppo e orrendo, morto di fame. In mancanza di meglio l'anima vi si rifugiò, e da quel giorno Li Tieguai, suo malgrado, si trovò in questo corpo d'invalido. Laozi apparve e gli consegnò una medicina in grado di guarire ogni male e che non si esauriva mai, attraverso cui riportò in vita la madre di Li Ching. Lo studente fu poi destituito dal suo incarico, perché Li Tieguai confidava che, attraverso il duro lavoro, anche Li Ching sarebbe diventato Immortale. Per mitigare le sue sfortune, Laozi gli regalò una gruccia di ferro, da cui deriva il suo soprannome, “Li stampella di ferro”. Laozi gli disse che era pronto per unirsi agli Immortali.

## Rappresentazione
Ha l'aspetto di un mendicante cencioso e zoppo con in mano una fiaschetta da pellegrino contenente i suoi medicinali magici e, nell'altra, un bastone di ferro a cui si appoggia. Ha un'aria poco invitante e dalla sua zucca escono turbinando misteriosi vapori. Talvolta è rappresentato in piedi su un granchio o in compagnia di un cervo o di un daino. La gruccia di ferro gli venne offerta da Laozi per sostituire la gamba paralizzata. Nel corso delle sue peregrinazioni sulla terra, si dice che sospendesse la propria borraccia a una fessura della parete della propria stanza, e dopo essersi magicamente rimpicciolito fino a raggiungere le dimensioni di una rana, la notte vi si rifugiasse all'interno, per dormire. Il giorno dopo ne usciva, ritornando per incanto alle normali dimensioni. Il suo spirito vitale poteva abbandonare a piacimento gli stracci carnali e assumere una natura eterea e informe. Talvolta si osservano i cinque pipistrelli simboleggianti le “cinque felicità” che volteggiano intorno a fumigazioni medicinali emananti dalla sua zucca.